# تاریخ ایران باستان (کتاب پیرنیا)
تاریخ ایران باستان کتابی است نوشته میرزا حسن‌خان پیرنیا (مرگ در ۲۹ آبان ۱۳۱۴) که در زمینه ایران پیش از اسلام تألیف شده است.
منابع عمده پیرنیا کتاب‌های فرانسوی، انگلیسی، روسی و آلمانی هستند که ترجمه‌ای از منابع یونانی و رومی محسوب می‌شوند. وی از منابع عربی و فارسی هم در سطح گسترده‌ای استفاده کرده است. وی ابتدا مطالب مورخان باستانی در زمینه یک مطلب و رویداد تاریخی را می‌آورد، سپس در یک جمع‌بندی به تجزیه و تحلیل آنها می‌پردازد و نقطه قوت تاریخ‌نگاری پیرنیا در همین قسمت دیده می‌شود.
به‌عنوان نمونه دربارهٔ به قدرت رسیدن کوروش هخامنشی نوشته‌های هرودت، گزنفون، کتزیاس، دیودو سیسلی و ژوستن را می‌آورد و در کنار مطالب منابع اسلامی و لوح نبونید قرار می‌دهد و به یک نتیجه‌گیری کلی می‌رسد. آنگاه در زمینه خویشاوندی کوروش با شاه ماد می‌نویسد: «عقیده کتزیاس که اصلاً کوروش با آستیاگ قرابتی نداشته است، صحیح نیست؛ زیرا هرودت و دیگر مورخان او را نوه آستیاگ دانسته‌اند و نوشته‌های هرودت بیشتر مورد اعتماد است.»
مجموعه کتاب‌های تاریخ ایران باستان از زمان تألیف تاکنون چندین‌بار به چاپ رسیده است. این مجموعه در سه جلد منتشر شده و همواره مورد استقبال پژوهشگران حوزه تاریخ و علاقه‌مندان به ایران باستان قرار گرفته است. موضوع اصلی جلد نخست آن سرگذشت ایران در عصر ماد و هخامنشی تا پایان عصر خشایارشا است. در کنار تاریخ ایران رویدادهای تاریخی مناطقی نظیر مصر، آشور، بابل، سوریه، اسرائیل و… نیز در این کتاب مطرح می‌شود.
نویسنده از نژادها و خط‌های روزگار باستان سخن می‌راند و منابع تاریخی خود یعنی آثار توسیدید، دیودور سیسیلی، پلوتارک، آریان، رازب، استرابون، موسس خورناتسی، طبری، بلاذری، ابن اثیر و… را معرفی می‌کند. وی آغاز حکومت مادها را ۷۰۰ پ. م می‌داند. از ماد با عناوین دیوکس، فرورتیش، هوخشتره و اژدهاک یاد می‌کند و دربارهٔ جنگ‌های ماد و آشور به تفصیل می‌نویسد.
نحوه به قدرت رسیدن کوروش و شرح حال نخستین شاهان هخامنشی موضوع اصلی این جلد از تاریخ ایران باستان است. در اینجا پیرنیا دربارهٔ روابط ایران و یونان هم به تفصیل می‌نویسد و از تسخیر مناطق مختلف به دست هخامنشیان سخن می‌گوید. جلد دوم اثر پیرنیا با توضیح دربارهٔ نام و نسب سلطنت اردشیر یکم آغاز می‌شود و با مرگ اسکندر و شرح خصال او پایان می‌یابد. در این جلد نویسنده به بیان رویدادهای زمان خشایارشای دوم، سغدیانه، داریوش دوم، اردشیر دوم، اردشیر سوم، اردشیر چهارم و داریوش سوم می‌پردازد و نشان می‌دهد که چگونه اسکندر مقدونی با نبردهای متعدد امپراتوری بزرگ ایران را از پای درمی‌آورد و به ممالک همسایه ایران نظیر هند و عربستان می‌تازد.
وی دربارهٔ دیوان‌سالاری عظیم عصر داریوش مطالب ارزنده‌ای می‌نویسد و از نیروی دریایی، سپاه، داوری، راه‌ها، چاپارخانه‌ها، تقویم و سایر پیشرفت‌های عصر هخامنشی یاد می‌کند و مطالب سنگ‌نبشته‌های این عصر نظیر بیستون را سطر به سطر به نظاره می‌نشیند. جلد سوم تاریخ ایران باستان با نزاع مقدونی‌ها بر سر جنازه اسکندر برای رسیدن به قدرت آغاز می‌شود، با برآمدن اشکانیان و شرح حال آنان ادامه می‌یابد و با بیان معماری عصر پارتی خاتمه می‌یابد. در این مجلد نویسنده از جنگ سرداران اسکندر (آن‌تی‌پاتر، پلیس پرفون، آنتی‌گون، کاساندر و…) به سر جانشینی او سخن می‌گوید و توضیح می‌دهد که در خلال این نبردها چگونه قلمرو ایرانیان در دست سلوکوس افتاد. سلوکوس و جانشینانش درصدد تحمیل فرهنگ و زبان یونانی بر ایرانیان بودند، آنان بدین منظور «یونانی کردن مشرق را پیش کشیدند، یعنی مانند اسکندر آوردن مردم اروپایی را به مشرق و ایجاد مستعمرات یونانی را در آسیای غربی و ایران و باختر تشویق کردند.» پس از بیان زمینه‌های فردیانی سلوکیان، پیرنیا از طلوع اشکانیان و علل و عوامل آن می‌گوید و دوره پارتی را «دوره واکنش سیاسی» ایرانیان در برابر مهاجمان می‌داند.
وی از جغرافیای محل سکونت پارت‌ها می‌نویسد و شرح حال آنها را از یک دولت محلی تا یک دولت ملی و بزرگ دنبال می‌کند و شرح حال شاهان اشکانی و روابط آنها را با رقیب جدید ایران در جهان یعنی روم توضیح می‌دهد و پس از بیان شرح حال فرمانروایان پارتی در بخش تمدنی این کتاب از وسعت، پایتخت، دیوانسالاری، سپاه، امور مالی، مسکوکات و تقویم اشکانیان سخن می‌گوید.
پیرنیا آداب، اخلاق و دین و آیین ایرانیان این روزگار را تبیین می‌کند. وی بر این باور است که اشکانیان یا پارتیان نیز مانند شاهان هخامنشی در زمینه فرهنگ و دین ملت‌ها تسامح و تساهل داشتند. «دولت پارت در امور مذهبی تبعه خود دخالت نمی‌کرد و آنها را به احوال خودشان واگذار می‌کرد». پایان روزگار اشکانیان، پایان اثر پیرنیا است؛ زیرا پیری و بیماری هر دو از راه می‌رسند و به وی مهلت نمی‌دهند تا از ساسانیان هم اطلاعاتی را به تاریخ‌نگاران ارائه دهد.